# 图尔松·乌利贾巴耶夫
图尔松·乌利贾巴耶维奇·乌利贾巴耶夫（俄语：Турсун Ульджабаевич Ульджабаев，1916年4月18日（格里历：5月1日）—1988年5月31日）塔吉克人，苏联党和国家领导人。曾任塔吉克苏维埃社会主义共和国部长会议主席、塔共中央第一书记。1961年被查出棉花生产造假，开除党籍。1986年恢复党籍。

## 生平
- 1916年4月18日（格里历：5月1日）出生于沙俄突厥斯坦总督区撒马尔罕州胡占德区库鲁克村的塔吉克农民家庭。父亲是塔吉克人，母亲是乌兹别克人。
- 1935年，胡占德教育技术学校毕业，随后前往塔吉克乌拉-秋宾斯基区（现Spitamensky区）担任小学教师。
- 1936年-1943年，共青团塔吉克地区团组织工作。1939年加入联共（布）。
- 1943年-1947年，共青团塔吉克苏维埃社会主义共和国团委第一书记。
- 1947年-1950年，塔什干苏共高级党校学习。
- 1950年-1951年，塔共（布）斯大林纳巴德州委书记。
- 1951年-1952年，塔共（布）中央宣传鼓动部部长，苏联新闻工作者联盟成员。
- 1952年-1954年，塔共（布）斯大林纳巴德州委第一书记。
- 1954年1月-1955年3月，塔共中央书记处书记。
- 1955年3月29日-1956年5月25日，塔吉克苏维埃社会主义共和国部长会议主席。
- 1956年5月24日-1961年4月12日，塔共中央第一书记。
- 1961年4月，在苏共中央全会上，乌利贾巴耶夫与塔吉克斯坦苏维埃社会主义共和国部长会议主席纳扎尔·多德胡多耶夫被指控伪造了会计文件，棉花产量造假等行为。4月12日，他被免职同时被开除党籍。
- 1961年4月-1964年，塔吉克库利亚布州莫斯科地区Mitin-Tugai国营农场负责人。
- 1964年-1973年，共青团区养猪场负责人。
- 1973年3月-1976年12月，共青团区养猪场副主任。
- 1976年12月-1986年，库尔干秋别州古比雪夫区苏共22大国营农场主任。
- 1986年，恢复党籍。但仍未获得党员证。同年退休。
- 1988年5月31日于杜尚别逝世，享年72岁。

乌利贾巴耶夫是苏共20-21大代表，第20-21届中央审计委员会委员，第2届苏联最高苏维埃民族院代表，第4-5届苏联最高苏维埃联盟院代表，第2-5届塔吉克苏维埃社会主义共和国最高苏维埃代表。

## 荣誉
- 列宁勋章
- 三次劳动红旗勋章
- 两次荣誉勋章

## 纪念
塔吉克斯坦很多学校都以乌利贾巴耶夫的名字命名，努列克坝也以他的名字命名。